# Одрынки
Одрынки (укр. Одринки) — село, входит в Коростский сельский совет Сарненского района Ровненской области Украины.
Население по переписи 2001 года составляло 622 человека. Почтовый индекс — 34532. Телефонный код — 3655. Код КОАТУУ — 5625482803.

## Местный совет
34532, Ровненская обл., Сарненский р-н, с. Корост, ул. Центральная, 72. Тел.: Тел.: +380 (3655) 4-64-35.